# Гайкис, Леонид Яковлевич
Леонид Яковлевич Гайкис (Леон Хайкис; 1898, Варшава или Варшавская губерния — 1937, Москва) — советский дипломат. Во время гражданской войны в Испании недолго служил полпредом СССР в Мадриде.

## Ранние годы
Родился в Варшаве в 1898 году. Имя при рождении — Леон Хайкис.
В 1916—1917 годах — член польской социалистической партии. С 1917 года — член ВКП(б). Образование — незаконченное высшее (студент до 1918 года). В 1918 году был арестован в Варшаве «за агитационную деятельность». После революции служил в 11-й армии Западного фронта РККА (1919). С 1919 года — сотрудник аппарата Казахского военно-революционного комитета (Казревкома). С 7 февраля 1920 года — представитель Казревкома в отделе управления Оренбургского губисполкома «для организации тылового ополчения». С мая 1920 года — один из руководителей Комиссии КРВК «по ревизии и выяснению причин возникновения родовой вражды с правом реорганизации ревкомов в Тургайском и Иргизском уездах» (другое название — «Особая комиссия по обследованию и организации соввласти в Тургайском и Иргизском уездах»). В августе-октябре 1920 года — управляющий делами и технический секретарь Казревкома.

## Карьера дипломата
- В 1921 году поступил на работу в Наркомат иностранных дел (НКИД РСФСР); секретарь российско-украинско-белорусской делегации в смешанной пограничной советско-польской комиссии.
- В 1922—1923 годах работал в центральном аппарате НКИД.
- В 1923—1924 годах — секретарь наркома иностранных дел СССР Г. В. Чичерина.
- В 1924—1928 годах — 1-й секретарь, поверенный в делах в Мексике, одновременно в 1926—1927 годах занимал пост торгпреда.
- В 1929—1933 годах работал в системе Профинтерна.
- В 1933—1935 годах — вновь в центральном аппарате НКИД СССР.
- В 1935—1936 годах — генеральный консул в Стамбуле.
- В 1936 году направлен в Испанию советником полпредства.
- 19 февраля 1937 года назначен полпредом на место отозванного в Москву М. И. Розенберга[Прим. 1].

## Арест и казнь
В июне 1937 года отозван в Москву «для консультаций». Арестован при исполнении 16 июня 1937 года (смещён с должности на следующий день, 17 июня). Обвинён в участии в контрреволюционной террористической организации. Имя Гайкиса было включено в сталинский расстрельный список, датированный 20 августа 1937 года (№ 21 в списке из 98 имён и фамилий, под грифом «Москва – Центр» за подписью старшего майора ГБ Владимира Цесарского). Приговорён к ликвидации Сталиным, Молотовым, Ворошиловым, Кагановичем и Косиором. 21 августа 1937 года приговор формально утверждён на заседании Военной коллегии Верховного суда (ВКВС) СССР. Казнён в тот же день.
Определением ВКВС от 17 декабря 1955 года реабилитирован «за отсутствием состава преступления».